# Eo biển Mozambique
Eo biển Mozambique là một trong những eo biển dài nhất thế giới, có chiều dài khoảng 1670 km.
Eo biển này nằm giữa Đông Nam lục địa Châu Phi và Madagasca.
Có chiều rộng trung bình là 450 km, chỗ rộng nhất ở phía Bắc rộng 960 km. Điểm sâu nhất 3.533 m, chỉ thua eo biển Drake (Passage).
Eo biển Mozambique là con đường biển quan trọng giữa Đại Tây Dương và Ấn Độ Dương.
Pháp hiện diện qua Mayotte và Quần đảo Scattered, và duy trì sự hiện diện quân sự qua Réunion, với các lực lượng hải quân tuần tra khá thường xuyên. Các đảo nhỏ này cung cấp vùng đặc quyền kinh tế (EEZ), giàu tài nguyên thủy sản và có khả năng là hydrocarbon. Đối với Pháp, thách thức thực sự là bảo vệ chủ quyền của mình đối với Mayotte, đối với Comoros, và đặc biệt là đối với Quần đảo Scattered, trước các mối đe dọa của Malagasy. Người Malagasy đang phản đối hợp pháp sự hiện diện của Pháp, tin rằng các đảo nhỏ này là vùng phụ thuộc của Madagascar và rằng một khi giành được độc lập, họ phải trở về Madagascar, không phải Pháp.